# تزلج جبل أبرام
تزلج جبل أبرام، هي منطقة تزلج عائلية صغيرة تقع في غرينوود (مين)، وتقع على بعد بضعة أميال خارج بيت أبيل مين إبرام، ويمكن تقسيمها إلى قسمين، الجبل الرئيسي والجانب الغربي من المدينة، والجانب الغربي من المدينة هو منطقة المبتدئين التي لديها واحد مزدوج كرسي التلفريك وجر تزلج، وتدرس معظم الدروس في هذا المجال.

## وصلات خارجية
- تزلج مين
- جبل أبرام

‌